# Stilpnotia discissa
Stilpnotia discissa är en fjärilsart som beskrevs av Karl Grünberg 1910. Stilpnotia discissa ingår i släktet Stilpnotia och familjen tofsspinnare. Inga underarter finns listade i Catalogue of Life.